# Pangea

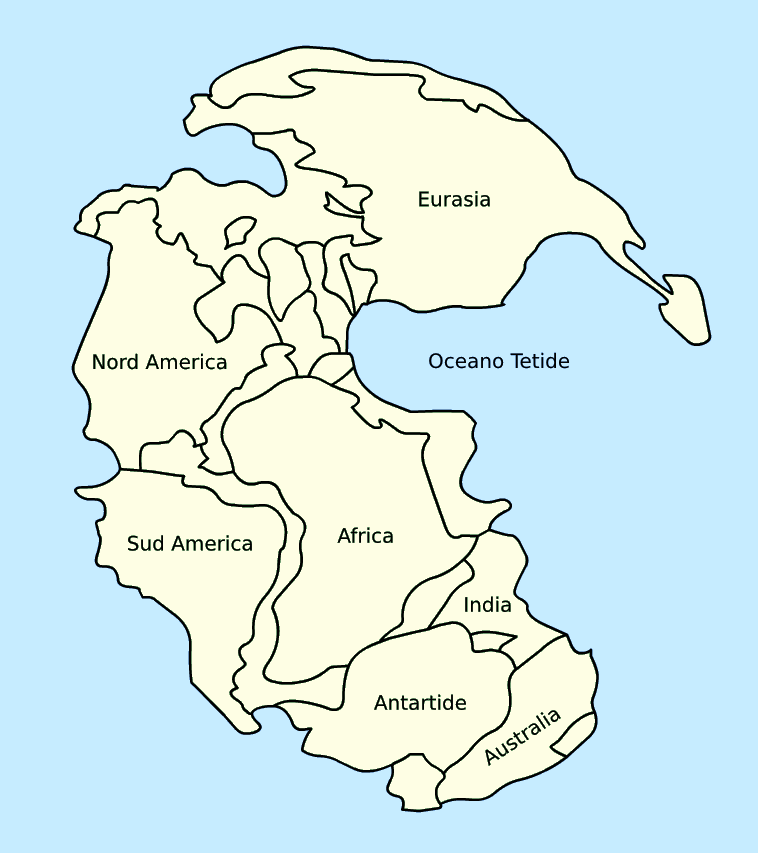
Mappa della Pangea

In paleogeografia, la Pangea (AFI: /panˈʤɛa/; dal greco antico πᾶν, forma neutra di πᾶς, "tutto", e, Γαῖα "terra", cioè "tutta la terra") è il supercontinente che si ritiene includesse tutte le terre emerse della Terra durante il Paleozoico e il primo Mesozoico.

## Nomenclatura
Il nome Pangea fu attribuito nel 1915 da Alfred Wegener, in seguito alla formulazione della teoria della deriva dei continenti. Il vasto oceano (o "superoceano") che circondava il supercontinente viene chiamato Panthalassa ("tutto il mare"), mentre l'ampia insenatura che separava parzialmente la parte settentrionale da quella meridionale prende il nome di Oceano Tetide.

## Storia
La Pangea si sarebbe formata circa 290 milioni di anni fa, a causa del processo della tettonica delle placche, da due supercontinenti: la Laurasia (supercontinente del nord) e la Gondwana (supercontinente del sud). Dalla frammentazione della Pangea derivano gli attuali continenti, con relative geometrie.
Fu all'inizio del XX secolo che il fisico tedesco Alfred Wegener fu attirato da una strana coincidenza: la forma della costa occidentale del continente africano e quella della costa orientale del continente sudamericano combaciavano perfettamente.
Wegener, a conferma della sua teoria, portò altre prove, quali la natura geologicamente simile delle rocce dei continenti che idealmente si incastravano e alcuni ritrovamenti fossili del rettile Mesosaurus e della felce Glossopteris, distribuiti in fasce che abbracciavano i due continenti e che facevano ipotizzare che in passato fossero uniti in un solo continente. Nonostante queste prove la sua teoria fu ritenuta bizzarra e non venne accettata.
In effetti Wegener, con i mezzi e le conoscenze a disposizione nel secolo scorso, non poteva spiegare come e perché da quest'unica Pangea si fossero poi distaccati i vari continenti e da che cosa potesse nascere la forza responsabile dei loro spostamenti successivi. Oggi si sa che la causa è associata ai moti convettivi interni del pianeta, dovuti alla differenza di temperatura tra l'interno e l'esterno della terra, tema ampiamente trattato nella teoria della Tettonica delle placche.
La teoria sulla Pangea è oggi largamente accettata, e viene detta teoria della deriva dei continenti. I geologi ipotizzano anzi che la Pangea sia stata preceduta da diversi altri supercontinenti, tra cui la Pannotia, la Rodinia e la Vaalbara. Difatti tale ipotesi è suffragata dalla realistica possibilità che il magma abbia cominciato a solidificarsi non a partire da un singolo punto, ma da due punti, i due punti più freddi del pianeta, come è oggi per i due poli. E quindi due supercontinenti, che col progressivo raffreddamento e solidificazione del magma si sarebbero espansi ciascuno in direzione dell'equatore, fino ad unirsi/scontrarsi formando la Pangea.